# J. D. Daniels
Pour les articles homonymes, voir Daniels.
J. D. Daniels est un acteur américain, né le 24 août 1980 à Mineola (New York).

## Filmographie
- 1989 : La Petite Sirène (The Little Mermaid) de John Musker et Ron Clements : Additional Voices (voix)
- 1991 : Queens Logic : Young Vinnie
- 1991 : The Boy Who Cried Bitch (en) de Juan José Campanella : Nick Love
- 1990 : Going Places (série TV) : Nick Griffith (1991)
- 1992 : Les Petits Champions (The Mighty Ducks) : Peter Mark
- 1993 : CB4 : Ben
- 1993 : The Pickle : Young Harry
- 1993 : Max, le meilleur ami de l'homme (Man's Best Friend) : Rudy
- 1993 : Les Quatre Dinosaures et le Cirque magique : Additional Voices (voix)
- 1994 : Gargoyles, le film : Les Anges de la nuit (vidéo) : Tom (voix)
- 1994 : Beethoven (série TV) : Ted Newton (voix)
- 1994 : Roswell, le mystère (Roswell) (TV) : Young Jesse Marcel, Jr.
- 1994 : In Search of Dr. Seuss (TV) : Marco
- 1994 : Beanstalk : Jack Taylor
- 1996 : Hey Arnold!: 24 Hours to Live : Arnold
- 2001 : Hubert's Brain : Hubert (voix)
- 2009 : Little New York (Staten Island) : Vet